# 李尹桑
李 尹桑（り いんそう、1880年 - 1945年）は、中国清朝末期から近代に活躍した篆刻家・書家・画家である。
もとの名は燊。字は茗苛・榠柯、号は壺甫・鉨斎・秦斎。蘇州府呉県に生まれ広州に移住。
黄士陵の門弟。古鉨を基本として活き活きとした作風だった。また花卉画を得意とし、篆書・隷書に優れた。晩年は生活に窮した。

## 著書
- 『大同石仏龕印存』